# Enicur de Leschenault
L'enicur de Leschenault (Enicurus leschenaulti) és una espècie d'ocell de la família dels muscicàpids (Muscicapidae). Es troba als següents països del Sud-est asiàtic: Bangladesh, Bhutan, Brunei, Xina, l'Índia, Indonèsia, Laos, Malàisia, Myanmar, Tailàndia i Vietnam. Sol frequentar les zones humides i els cursos d'aigua en dels matollars tropicals i subtropicals. El seu estat de conservació es considera de risc mínim.
El seu nom específic fa referència a Jean Baptiste Leschenault de la Tour (1773-1826), botànic i ornitòleg francès.

## Taxonomia
Segons la llista mundial d'ocells del Congrés Ornitològic Internacional (versió 12.1, gener 2022) la subespècie de les muntanyes de Borneo (Enicurus leschenaulti borneensis) fou segmentada en una nova espècie separada: Enicurus borneensis. Tanmateix, altres obres taxonòmiques, com el Handook of the Birds of the World i la quarta versió de la BirdLife International Checklist of the birds of the world (desembre 2019), continuen considerant aquest tàxon com una subespècie de l'enicur de Leschenault.